# Ernest Loney
Ernest Vincent Loney (* 3. Juli 1882 in Stoke-on-Trent; † 27. August 1951 in Codsall, Staffordshire) war ein britischer Mittelstrecken- und Crossläufer.
Bei den Olympischen Spielen 1908 in London erreichte Ernest Loney im Finale über 1500 m nicht das Ziel.
1909 gewann er für England startend Bronze beim Cross der Nationen.
Seine persönliche Bestzeit über 1500 m von 4:05,2 min stellte er am 30. Mai 1908 in London auf.